# Масеев, Леон Иосифович
Леон (Леонид) Иосифович Масеев (25 июля 1909, Одесса — 20 ноября 1972, там же) — советский шахматист; мастер спорта СССР (1962, по результатам заочных соревнований, 1962), международный мастер ИКЧФ (1964). Гвардии капитан интендантской службы. Экономист.

## Биография
Родился 12 июля (по старому стилю) 1909 года в Одессе в семье одесского (ранее корсунского) мещанина Иося Кивовича Масеева (1868—?) и Перли Масеевой (в девичестве Штейнберг, 1875—?), заключивших брак там же 14 января 1896 года. 
Участник Великой Отечественной войны с 22 июня 1941 года, призван в РККА 1 мая 1941 года. Воевал на Южном, Юго-Западном, 4-м Украинском, 2-м Украинском, 3-м Украинском фронтах. 2 июля 1942 года был легко ранен на Донце. Служил в 225-м гаубичном артиллерийском полку 51-й стрелковой дивизии, 381-м артиллерийском полку, с октября 1943 года — начальник финансового отделения 40-й гвардейской Енакиевско-Дунайской Краснознамённой ордена Суворова стрелковой дивизии. Окончил службу 28 февраля 1948 года.
Награды:
- Орден Красной Звезды (8 июня 1945)
- Медаль «За победу над Германией»
- Медаль «За взятие Будапешта»
- Медаль «За взятие Вены»

## Шахматная карьера
В составе сборной команды СССР победитель 4-й заочной олимпиады (1961—1964). В составе сборной команды Украинской ССР участник 2-го командного чемпионата СССР (1968—1970, 4-е место на 1-й доске). Дважды занимал 3-е место в заочных чемпионатах СССР (4-й чемпионат, 1957—1960; 5-й, 1960—1963), участвовал в 7-м чемпионате (1965—1966). Участвовал в турнире в честь 100-летия В. И. Ленина (1970). Вице-чемпион Одессы (1939).
Выступал за спортивное общество «Авангард» (Одесса), организовывал шахматные турниры на Украине. Еврей. Беспартийный.